# 12568 Kuffner
12568 Kuffner è un asteroide della fascia principale. Scoperto nel 1998, presenta un'orbita caratterizzata da un semiasse maggiore pari a 3,0631192 UA e da un'eccentricità di 0,0598395, inclinata di 1,30241° rispetto all'eclittica. L'asteroide è dedicato all'astronomo tedesco Moriz von Kuffner, fondatore dell'omonimo osservatorio situato a Vienna.